# Alfred Banze

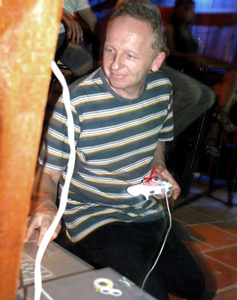
Alfred Banze (2010)

Alfred Banze (* 29. September 1958 in Kirchbauna) ist ein deutscher Künstler.

## Leben
Banze schloss sein Studium der Freien Kunst an der Gesamthochschule Kassel 1987 mit Diplom ab. 1995 folgte sein Diplom nach einem Postgraduierten Studium AV Medien an der Kunsthochschule für Medien Köln. Seit 2001 realisiert er partizipative Videoprojekte in Berliner Kinder- und Jugendeinrichtungen. Banze gab Workshops und Präsentationen unter anderem in Berlin, Potsdam, Münster, Paderborn, Wien, Bangkok, Kunming, Accra, Hanoi, Suva, Georgetown, Papeete, Varanasi, Kinshasa, Dumaguete, Lijiang, Guangzhou, Port Moresby, Jatiwangi, Jayapura und Yangon.

## Werke
Alfred Banzes Werk beinhaltet Filme, Performances, Installationen und  Zeichnungen. Seit 2001 arbeitet er an künstlerischen Partizipations-Projekten, bei denen Kinder, Jugendliche und Erwachsene, Laien, Künstler und Spezialisten verschiedener Bereiche in die künstlerische Produktion einbezogen werden.

## Ausstellungen (Auswahl)
- 1999 “Deutsch Trainierte Künstler” Galerie Koch & Kesslau, Berlin (G). “Marae Taputapuatea” AKI Enschede, NL  (E).
- 2000 “Stein der Weisen” Former Bundestag Bonn. “Rundgang” Kunstwerk Köln (G).
- 2002 “Eine Reise nach Jerusalem” City Galerie Böblingen (G).
- 2005 „Pacific Plastic“ Kunstraum Parkstrasse Berlin (E).
- 2006 „Banyan Works“ Galerie Haferkamp Köln (E). „In the Heights“ Dragon Street Studio Shangri La + Haidong Art Center Lijiang, China  (E).
- 2007 „Banyan Works“ Metahouse Cambodia, Galerie im Körnerpark Berlin  (E). „Anonyme Zeichner“ Berlin, Hamburg. „Kopi Kaputa“ Scotty Enterprise Berlin (G).
- 2009 „Banyan Works“ Gauguin Museum Tahiti  (E).
- 2010 „Artone“ Tone-Town, Japan (G). „Gullivers 6. Reise“ Neue Sächsische Galerie Chemnitz (G). „Vidart“ Silpakorn University Bkk Thailand (G).
- 2011: „Pattern & Signs“ Jamuree Gallery Bkk Thailand (G). „Pattern & Signs“ KV Tiergarten Berlin (G). „Landscape/2D“ Zentrifuge Nürnberg (G).
- 2012: “H-O-P-E” YouYou Gallery, Sabaki Art Space Guangzhou, China  (E) + IMA Festival Yangon, Myanmar  (G). “Crossing the Line” Bahay ng Sining Art Center Tacloban, Philippines (G). “Point of View”  (G) art in public space at the Metro, NGBK Berlin.
- 2013 “Exotika 2013″ SAL Thailand, KV Tiergarten + Galerie M Berlin-Marzahn (GA). „United Nations Revisited” Galerie M Berlin (G).
- 2014 “German Small Lane”  (E) Sabaki Art Space Guangzhou, China.
- 2015 „Public Colours / Privat Lines“  (G) Kersan Artspace Yogyakarta, Indonesia. + Takt Art Space Berlin.„United Nations Extended“ MQ 21 Museumsquartier Wien (G). „Es gibt kein Geheimnis“  (E) Oberwelt Stuttgart. “Cargo” + “Reisen” Projektraum Group Global 3000 Berlin (G).
- 2016 “2.5 Street”  (E) Sammaki Artspace Battambang + Metahouse Phnom Penh, Cambodia. “Wir sind die Wilden” Galerie M, Berlin (G). “Silent Night”  (G) Espace apART, Dietrich, Luxembourg. Espace Bateau Lavoir, Paris, France (GA).
- 2017 “Sorong 1962”  (G) with Tanya von Barnau Sythoff & Wendela de Vries, Zagreus Project, Berlin. “Lieder über Liebe und Tod”  (G) mit Kopi Kaputa, MP43 Berlin. “Cambodian Berlin”  (E) mit Sokuntevy Oeur, Schillerpallais Berlin.  „365 Day Life Muse“  (G) Silpakorn Artcenter Bangkok, Thailand (GA).
- 2018 „Public Colors / Private Lines“  (E) Gotisches Haus Berlin-Spandau. „Der Gesang verschwindender Arten“ Projektraum GG 3000 Berlin (GA). „In the Neighbourhood“ Kunstpunkt Berlin (GA).
- 2019 “Bangkok by Bus / Berlin by Bus” (E) Goethe-Institut Thailand. “Try & Error” Prolog – Zeitschrift für Zeichnung & Text, Kunstpunkt Berlin (G). “Elbsandsteingebirge” (G) Berlin.
- 2020  “Bangkok by Bus / Berlin by Bus” (E) Schloss Biesdorf Berlin. “It’s Now” (G) Kommunale Galerie Alte Schule Adlershof Berlin. “International School” (E) Offspace Io Lux Berlin.
- 2021 "Artspring 2021" Berlin (G). "Lost & Found" Haus der Statistik Berlin (G).

## Filme und Performances
- 1993 „Zwischen blauer Wellenberge“ mit Egbert Mittelstädt, 4 min.
- 1988 „Dämmer der Idioten“ mit Raymond Ley, 70 min.
- 1994 „Eurospiriti“ Medienperformance, 70 min. „Ufoflieger“ mit Markus Käch, 4 min.
- 1996 „Kon-Tiki / Bodhisattva“, 77 min.
- 1997 „Die Loreley – Ein Gesang über die Heimat und ihre Bewohnerinnen“ 15 min.
- 2001 „Ein Lehrpfad der Kontemplation (Camping-Akademie I)“ 30 min.
- 2003 „Eine Reise nach Jerusalem – Ein Kinderspiel vom heiligen Krieg“ 45 min. „Wir Anderen und Ich“ 1 min.
- 2006 „In The Heights“ 35 min.
- 2009 „Banyan“ 250 min. 2011 „Exotica“ 6.30 min.
- 2012 „Wie der Tiger von Eschnapur nach Weissensee kam“ 25 min.
- 2013 „Zucchini Interkulturelle Projekte“ 15 min. „Ich Tarzan du Jane“ 11 min.
- 2014 „Flat Land“ 25 min. „Hallstatt 2“ 10 min. „Schule des Grauens“ 7 min.
- 2015 „Kurz nach Europa“ 5 min.
- 2016 „2,5 Street“ 33 min. „Dog Eyes“ 5 min. „Kaosan Theme Park“ 5 min.
- 2017 „Dinge Mythen Piktogramme“ 30 min. „Gelandet in Berlin“ 32 min. „The Good Losers“ 13 min.
- 2018 „Däniken´s Wake“ 34 min.
- 2019 „Social Plastic“ 3 Filme, je 10 min. „Raumschiff Erde“ 25 min. „Magical Music Bus“ Music-Performances mit Kopi Kaputa, Metahouse, Cambodia, Goethe-Institut Thailand, Performance Festival Myanmar.
- 2020 „German Sausage“ Performance mit Kopi Kaputa, Video 23 min. „International School“ Performance, Io Lux Berlin, video 45 min. „Boomerang Pop“ mit Kopi Kaputa, Performance 48h Neukölln Festival Berlin, Video 38 min. „Offenes Onlineatelier“ Performance mit Kopi Kaputa, Artspring Festival Berlin, Video 28 min.
- 2021 „Autopoiesis“ Performance mit Kopi Kaputa, Artspring Festival Berlin. „Süss & Sauerstoff“ Video, mit Kopi Kaputa, 48h Neukölln Festival. „Spiralen - 12 Songs in Open D“ Videoclips.

## Projekte, Aktionen, Performances
- 2001 „Ein Lehrpfad der Kontemplation“ bei „Kunstkur“ Lohmen, MVP.
- 2002 „Camp der Storyteller u.a.“, performances, talks, events “Kunst am Fluss” in and around Kassel.
- 2003 “Layers of Water” Video Art Camp, Split Filmfestival
- 2004–09 „Banyan Project“ workshops + talks in Tahiti, Cook Isl., Fiji, Indonesia, Thailand, Laos, China, Myanmar, Indien, Kambodscha, Togo, Benin, Ghana, Guyana, Nl., Germany.
- 2007 „Ein Service für junge Gangster“ video project in Berlin youth centers + youth jail.
- 2008 „Bozkurt – Graue Wölfe in Neukölln?“ video project in Berlin-Neukölln youth centers.
- 2009 “Another China” exhibition, workshops, performances, talks – KV Tiergarten Berlin, with artists from China, Bangladesh, Vietnam, Cambodia, USA, Nl., Germany.
- 2009–11 “The Banyan Tree – Art + Encounters”, exhibitions + workshops: National Gallery Thailand, Metahouse Cambodia, Galerie im Körnerpark Berlin, Centre d´Metiers + Gauguin Museum Tahiti, National Museum Cook Islands, Fiji National Museum, Kunstgalerie Fürth, USP University Varanasi India, TCG Nordica Kunming China, Kas Art, Kinshasa, R.D. Congo.
- 2011 „H-O-P-E – United Nations Revisited“ in R. D. Congo, Cambodia, Indonesia, Thailand, China, Myanmar, Germany.
- 2013 “Exotika 2013” exhibitions, workshops, talks – SAL Thailand, Kunstverein Tiergarten, Galerie M B.-Marzahn, with artists from China, USA, Tahiti, R.D.Congo, France, Germany.
- 2014 „Rokoko Wunderkammer“ participatory projekt mit with children + elders, Bischoff-Kettler-Seniorenheim Berlin.
- 2014/15 „Deutsch 1914 / Papua Niugini 2014“ workshops, talks, exhibitions with artists from Papua New Guinea, West-Papua + Germany, National Museum PNG, Projektraum Alte Feuerwache Berlin.
- 2016 “2.5 Street” Rise and Fall of a Community Art Space in Battambang, Cambodia, participatory drawing & video project. “Invisible” participatory drawing project at “365 Days : Life Muse” project, Baan Noorg Collaborative Arts and Culture, Thailand. “Zukunftsmusik” participatory video project at Jugendklub Feuerwache Berlin-Neukölln. “Kopi Kaputa” Media Performance Group.
- 2017 “Letters from Utopia” website with drawings & texts from Sorong, West-Papua. “The Good Losers” video project at Jatiwangi Art Factory, Indonesia. “Gelandet in Berlin” participatory video project with children in Berlin. “Dinge, Mythen, Piktogramme” participatory video project in Lijiang, China.
- 2018 „Social Plastic“ Bangkok Biennial, Baan Noorg Art & Culture Thailand. „Mittag für Alle“ Film project with kids & elders, Berlin-Weißensee. Symposium “Art / Community / Art”, Kunstquartier Bethanien Berlin. „About colors & lines“ Silliman University, Fine Arts Department, Dumaguete, Philippines.
- 2019 “Social Plastic” Jatiwangi Art Factory, Indonesia. “Social Plastic” Ortstermin Festival Berlin.
- 2020 „German Sausage – Das Schicksal kennt keine Paragraphen“ Medien-Performance mit Kopi Kaputa. “International School” Media Performance. “Boomerang Pop” Media Performance mit AV Gruppe Kopi Kaputa. “Begegnung im Weltraum” Kids-Project, FiPP e.V. Berlin. “Raumschiff Erde – Die Rettung” Kidsproject, R.-Reinick-Schule, Berlin.

## Publikationen
- Spiralen – 12 Songs in Open D Audio-CD, Bandcamp.com, 2021.
- Berlin by Bus / Bangkok by Bus Schloss Biesdorf Berlin, Alfred Banze + Christine Falk, 2020.
- Bangkok by Bus / Berlin by Bus Goethe-Institut Thailand, Alfred Banze + Christine Falk, 2019.
- Deutsch 1914 / Papua Niugini 2014 Projektraum Alte Feuerwache Berlin 2014.
- Exotika 2013 Katalog SAL Thailand, KV Tiergarten, Galerie M, Alfred Banze + Christine Falk, 2013.
- Point of View Art Kunst im Untergrund NGBK, 2012.
- Banyan Katalog der Ausstellung „The Banyan Tree – Art + Encounters“, Alfred Banze + Christine Falk, Berlin 2009.
- Banyan Works Katalog der Ausstellung bei Scotty Enterprises, Berlin 2008.
- Another China Katalog der Ausstellung im Kunstverein Tiergarten Berlin, Alfred Banze + Christine Falk, Berlin 2008.